# Glenea biplagiatipennis
Glenea biplagiatipennis là một loài bọ cánh cứng trong họ Cerambycidae.